# Pallone
Pallone és el nom que engloba diversos jocs de pilota tradicionals del nord d'Itàlia (la Ligúria, el Piemont, i la Toscana) practicats en pistes anomenades sferisteri o al carrer, depenent de la modalitat.

## Història
Els orígens del pallone, i dels jocs de pilota europeus, resta encara inconcret, però sembla clar que totes les modalitats que utilitzen les ratlles (com les llargues valencianes) tenen un origen comú en el jeu de paume francés de l'Edat Mitjana.
Apuntar a un origen grec o romà és més arriscat per la manca de referències exactes. L'escriptor llatí Marc Valeri Marcial diferencia quatre tipus de jocs de pilota als seus Epigrames:
- Follis: Una pilota grossa i d'aire que es colpejava amb el puny tancat (com el pallapugno o pallone elastico, o amb el braç protegit amb un braçalet (com el pallone col bracciello). Es jugava, però, en recintes tancats i de dimensions reduïdes, les termes.
- Harpestum: En un terreny de joc delimitat per dues ratlles i una ratlla central, els jugadors tractaven d'enviar-la més enllà del límit del camp contrari. Atés que la pilota sovint anava a ran de terra, semblaria aquest un precedent del raspall.
- Paganica: Només se'n sap que s'hi jugava amb una pilota petita i molt dura.
- Trigonalis: Formant un triangle tres jugadors es llençaven una pilota petita.

## Sferisterio
Els sferisteri són pistes de joc planes i rectangulars de 16 x 86 m per a les partides de pallone col bracciello, o de 18 x 90 m per al pallone elastico.

## Pilota
Depenent de la modalitat de pallone s'haurà de jugar amb una pilota diferent.
Així, hi ha des d'una pilota de plàstic d'un gran diàmetre i de més de 150 g de pes per al pallone elastico, fins a una pilota de tenis pelada del folre de pèl per a la palla elastica.

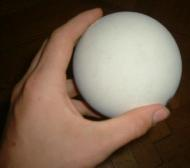
Pilota de pallapugno

## Modalitats
- Pallone col bracciale
- Pallapugno (o pallone elastico): és la més divergent, jugant-se amb el puny embenat i amb una pilota extraordinàriament pesada.

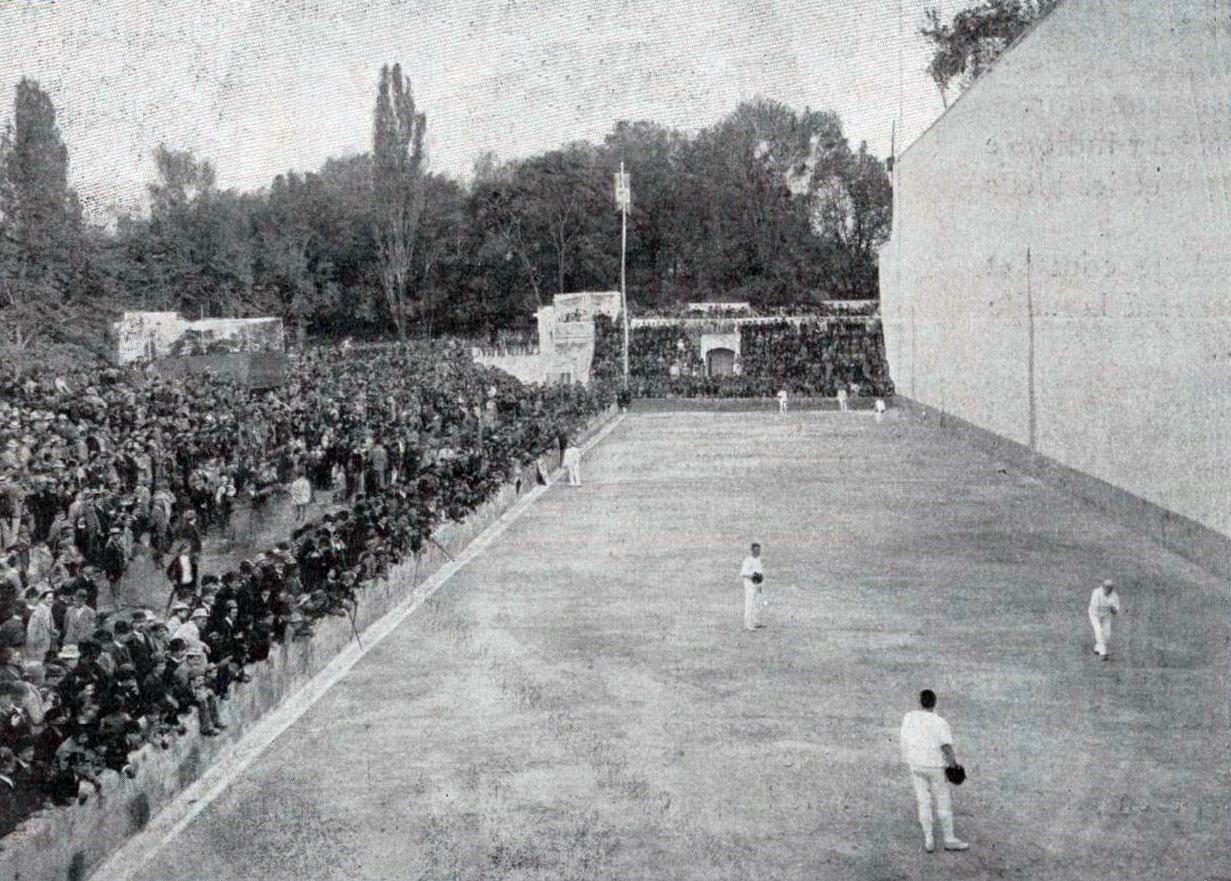
Partida de pallone col bracciale al segle XIX

- Pallapugno alla pantalera
- Palla Eh! (o Palla 21)
- Palla elastica
- Pallonetto
- Pallina
- Tamborí

## Regles
Canvia la pilota, i canvia la pista de joc, però les regles bàsiques són les mateixes que el joc de llargues valencià, això sí, amb 4 ratlles en lloc de 2.
- Guanya l'equip que atansa una xifra determinada de jocs.
- Un joc consta de 4 quinzes.
- Els quinzes es fan directes, per falta del rival, o per aconseguir les ratlles.
- Les ratlles són marques a terra a on l'equip al rest atura la pilota, quan aquest equip trau la pilota ha d'avançar la pilota més enllà de la ratlla.
- Els equips canvien de camp amb 2 ratlles, o amb 1 ratlla i val (3 quinzes).

## Joc internacional
Ateses les semblances amb altres modalitats de jocs de pilota, els italians també participen en els Campionats Internacionals de Pilota amb unes regles comunes anomenades joc internacional inventades per la Confederació Internacional de Joc de Pilota.

## Vídeos
- Partida de pallapugno
- Partida de pallone col bracciale